# Ocell del paradís de Tagula
L'ocell del paradís de Tagula (Manucodia alter) és un ocell de la família dels paradiseids (Paradiseidae).

## Hàbitat i distribució
Habita els boscos de les terres baixes de les illes Tagula, a les Louisiade centrals, properes a l'est de Nova Guinea.

## Taxonomia
Manucodia alter era, fins fa poc, considerada una subespècie de Manucodia ater. Actualment són considerades espècies diferents arran Gregory 2017